# Baby (Piotrków)
Pour les articles homonymes, voir Baby.
Baby (prononciation [ˈbabɨ]) est un village de la gmina de Moszczenica, du powiat de Piotrków, dans la voïvodie de Łódź, situé dans le centre de la Pologne.
Il se situe à environ 4 kilomètres au nord de Moszczenica (siège de la gmina), 15 kilomètres au nord de Piotrków Trybunalski (siège du powiat) et 33 kilomètres au sud-est de Łódź (capitale de la voïvodie).
Le village compte approximativement une population de 799 habitants.

## Histoire
Le 12 août 2011, le village a été la scène d'un déraillement d'un train faisant 1 mort et 81 blessés.

## Administration
De 1975 à 1998, le village était attaché administrativement à l'ancienne voïvodie de Piotrków.

Depuis 1999, il fait partie de la nouvelle voïvodie de Łódź.